# دهستان بانسنت
دهستان بانسنت، یکی از دهستان‌های بخش مرکزی شهرستان کنارک در استان سیستان و بلوچستان ایران است. مرکز این دهستان، روستای بانسنت است.

## جمعیت
بر پایه سرشماری عمومی نفوس و مسکن در سال ۱۳۹۵، جمعیت دهستان بانسنت برابر با ۱۰٬۱۳۵ نفر بوده‌است.